# El Aaiún
El Aaiún (en árabe: العيون‎,  en lenguas bereberes: ⵍⵄⵢⵓⵏ, en francés: Laâyoune) es una ciudad del territorio no autónomo del Sahara Occidental. Es la capital de la República Árabe Saharaui Democrática, Estado con reconocimiento limitado, así como la ciudad más importante del Sahara Occidental. El Reino de Marruecos la administra de facto y la considera parte de la región de El Aaiún-Saguía el-Hamra.

## Toponimia
El nombre El Aaiún es la adaptación fonética al español del nombre árabe al-‘Ayyūn (العيون), que significa las fuentes o los manantiales, que ya daba nombre a la zona antes de la fundación de la ciudad por los españoles.

## Geografía
Está situada en el interior del territorio, a 28 km de la costa norte, junto al cauce seco del río Saguia el Hamra. La ciudad se encuentra a unos 870 km de Rabat . La elevación media del territorio en el que se asienta la ciudad es de 19 m s. n. m.

## Clima
Como en el resto del desierto del Sahara, el clima de la ciudad es muy seco y caluroso, registrando unas precipitaciones muy bajas durante todo el año. Los meses más calurosos son julio y agosto que son también los que menos precipitaciones tienen y los meses de la estación de las lluvias son los más frescos y poseen la gran mayoría de las que caen a lo largo del año. A continuación se muestran los promedios climáticos de la ciudad:
| Parámetros climáticos promedio de El Aaiún  | Parámetros climáticos promedio de El Aaiún | Parámetros climáticos promedio de El Aaiún | Parámetros climáticos promedio de El Aaiún | Parámetros climáticos promedio de El Aaiún | Parámetros climáticos promedio de El Aaiún | Parámetros climáticos promedio de El Aaiún | Parámetros climáticos promedio de El Aaiún | Parámetros climáticos promedio de El Aaiún | Parámetros climáticos promedio de El Aaiún | Parámetros climáticos promedio de El Aaiún | Parámetros climáticos promedio de El Aaiún | Parámetros climáticos promedio de El Aaiún | Parámetros climáticos promedio de El Aaiún |
| Mes                                         | Ene.                                       | Feb.                                       | Mar.                                       | Abr.                                       | May.                                       | Jun.                                       | Jul.                                       | Ago.                                       | Sep.                                       | Oct.                                       | Nov.                                       | Dic.                                       | Anual                                      |
| ------------------------------------------- | ------------------------------------------ | ------------------------------------------ | ------------------------------------------ | ------------------------------------------ | ------------------------------------------ | ------------------------------------------ | ------------------------------------------ | ------------------------------------------ | ------------------------------------------ | ------------------------------------------ | ------------------------------------------ | ------------------------------------------ | ------------------------------------------ |
| Temp. máx. abs. (°C)                        | 28                                         | 33                                         | 37                                         | 41                                         | 38                                         | 37                                         | 43                                         | 47                                         | 40                                         | 38                                         | 33                                         | 30                                         | 47                                         |
| Temp. máx. media (°C)                       | 20                                         | 20                                         | 22                                         | 22                                         | 22                                         | 24                                         | 26                                         | 28                                         | 27                                         | 25                                         | 24                                         | 20                                         | 23                                         |
| Temp. media (°C)                            | 16                                         | 17                                         | 19                                         | 18                                         | 20                                         | 21                                         | 23                                         | 25                                         | 24                                         | 22                                         | 20                                         | 17                                         | 20.2                                       |
| Temp. mín. media (°C)                       | 12                                         | 13                                         | 16                                         | 15                                         | 16                                         | 18                                         | 20                                         | 21                                         | 20                                         | 18                                         | 16                                         | 13                                         | 17                                         |
| Temp. mín. abs. (°C)                        | 5                                          | 6                                          | 8                                          | 10                                         | 11                                         | 11                                         | 12                                         | 17                                         | 16                                         | 8                                          | 2                                          | 6                                          | 2                                          |
| Precipitación total (mm)                    | 17.97                                      | 18.51                                      | 6.74                                       | 2.54                                       | 3.21                                       | 0.31                                       | 0                                          | 0                                          | 1.21                                       | 7.47                                       | 16.90                                      | 18.60                                      | 93.5                                       |
| Días de precipitaciones (≥ 1 mm)            | 3                                          | 3                                          | 1                                          | 1                                          | 1                                          | 1                                          | 1                                          | 1                                          | 1                                          | 2                                          | 1                                          | 3                                          | 19                                         |
| Horas de sol                                | 152                                        | 183                                        | 205                                        | 250                                        | 282                                        | 302                                        | 348                                        | 379                                        | 309                                        | 260                                        | 198                                        | 149                                        | 3017                                       |
| Humedad relativa (%)                        | 63.5                                       | 65                                         | 63                                         | 66                                         | 69                                         | 69.5                                       | 68.5                                       | 67                                         | 68.5                                       | 68.5                                       | 65                                         | 67.5                                       | 66.8                                       |
| Fuente: Weatherbase 14 de noviembre de 2011 |                                            |                                            |                                            |                                            |                                            |                                            |                                            |                                            |                                            |                                            |                                            |                                            |                                            |

## Historia

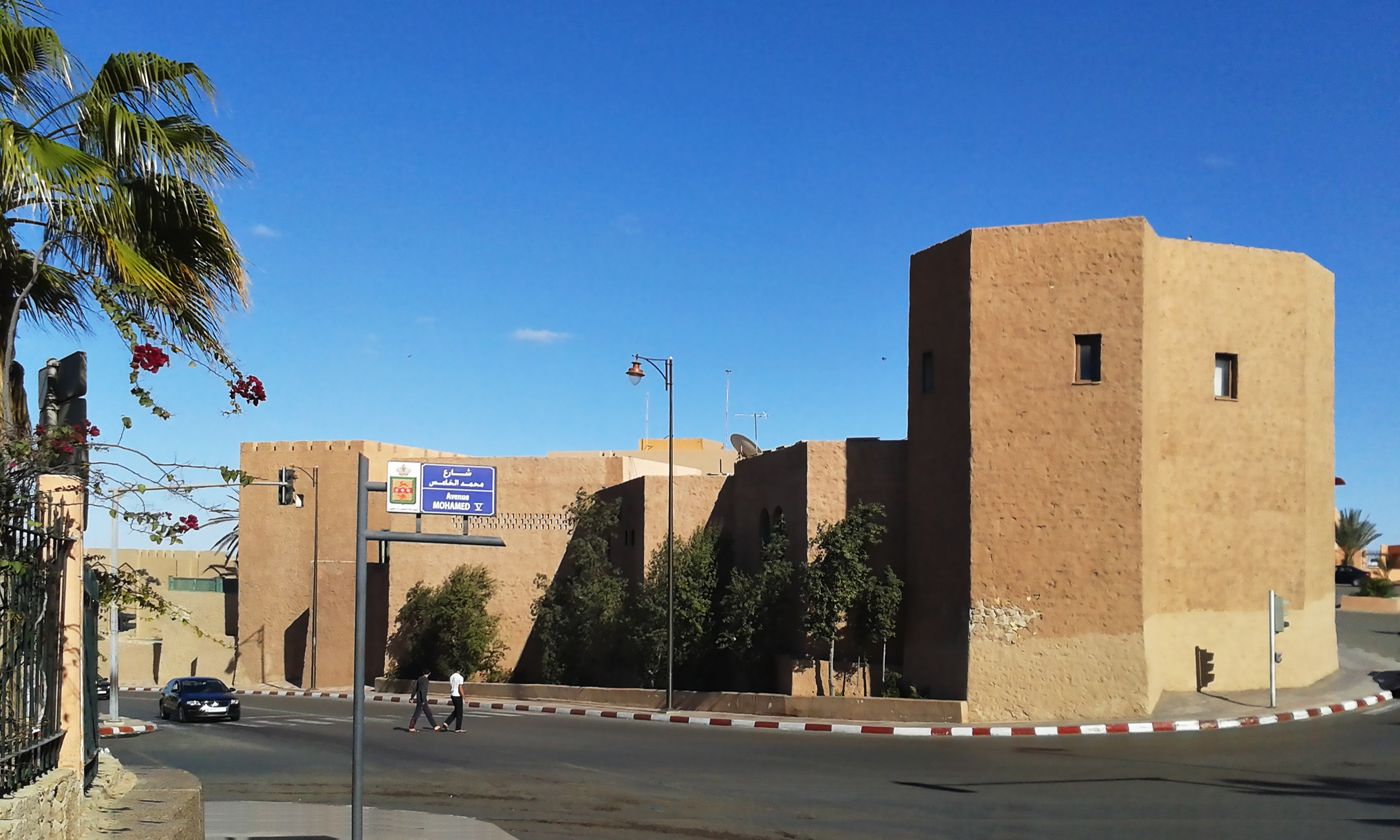
Hotel Parador de El Aaiún (1968)

La presencia del primer asentamiento permanente en lo que hoy es la ciudad de El Aaiún data de 1928, cuando se estableció un puesto de vigilancia perteneciente a la tribu izarguien. Los españoles no empezaron la ocupación efectiva del interior del territorio hasta 1934, cuando el comandante Antonio de Oro y el capitán Galo Bullón Díaz llegaron hasta el puesto de vigilancia de los izarguien, encontrando óptimo el lugar para un establecimiento permanente, pues no estaba lejos del mar y sí bien comunicado con Cabo Juby, y contaba con un suministro garantizado de agua dulce gracias a los pozos de la orilla izquierda del Saguia el Hamra, así como al embalsamiento de la misma en su cauce durante la época de lluvias. Cuatro años después, en 1938, ambos oficiales decidieron el establecimiento de un puesto militar fijo, y se erigieron entonces los primeros edificios permanentes del asentamiento. En 1940 fue designada oficialmente ciudad capital o cabecera del Sahara Español, recibiendo por tanto una dotación de Partidas Específicas (para la construcción de edificios e infraestructuras) perteneciente a los Presupuestos Anuales independientes para la región Ifni-Sahara. Su desarrollo fue lento hasta los años sesenta, cuando tuvo un desarrollo espectacular convirtiéndose en una ciudad moderna, gracias a la puesta en explotación de las minas de FosBucraa. De la época española datan los edificios gubernativos del Gobierno General del Sahara y la Secretaría General. Además, se edificaron el Centro de educación Nacional La Paz, que en la actualidad alberga la misión cultural española; el Instituto Nacional de Bachillerato general Alonso, el antiguo cine, casino militar, y las viviendas civiles. Entre las viviendas destacan el grupo de viviendas hexágono de Serrano, Capote y Estaella, así como las viviendas de cúpula esférica de los Ingenieros y Ayudantes del Servicio de Construcciones del Ejército. La población de El Aaiún estaba fuertemente militarizada, con cuarteles del Regimiento Mixto de Ingenieros, Regimiento de Artillería de Campaña, Policía Territorial, cuartel de la Compañía de Paracaidistas y cuartel del Grupo Nómada III, entre otros. Además, señalar el hospital provincial, la base aérea militar y civil de El Aaiún, la catedral del San Francisco de Asís (1954) de Méndez o el Parador nacional de Turismo de El Aaiún(1968).

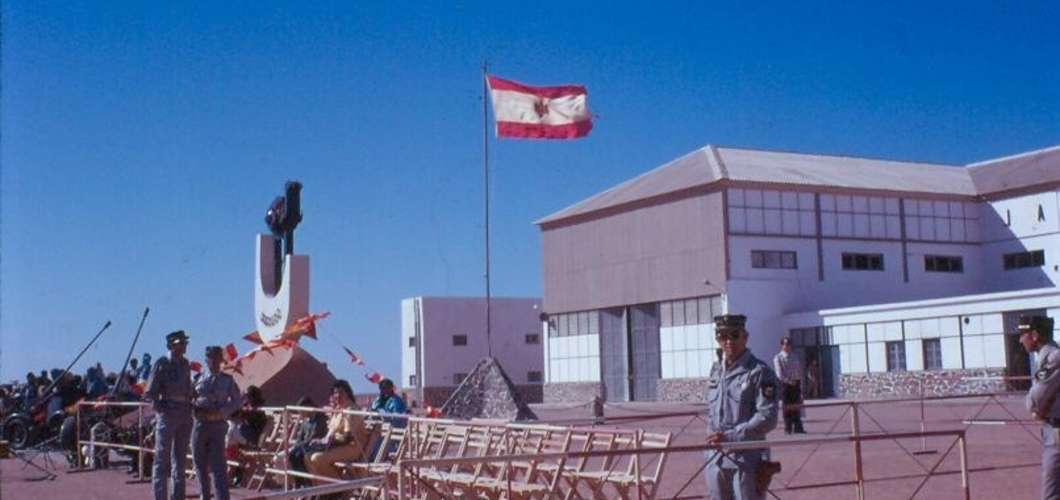
Acuartelamiento español en El Aaiún en 1972.

En el año que precedió a la pérdida del Sahara por los españoles, en El Aaiún se produjeron numerosos atentados por parte de Frente Polisario y el grupo terrorista Frente de Liberación Unificado (FLU) marroquí contra la población civil, los militares y políticos, con el resultado de muertos y heridos  Entre los atentados más graves se encuentran el atentado contra Ahmed Uld Brahim Uld Bachir, el secuestro de Antonio Martín o la explosión de la bomba que mató al niño Manuel Fernández.
Fue la capital del antiguo Sahara Español hasta diciembre de 1975, cuando tras la invasión marroquí del territorio, organizada por el rey Hasan II, se firmaron el Acuerdo de Madrid. Éste acuerdo supuso la cesión de España del Sahara a Marruecos y a Mauritania. La ocupación del Sahara por Marruecos y Mauritania supuso el inicio de la guerra del Sahara Occidental entre éstas y el Frente Polisario, apoyado por Argelia y Libia. Marruecos ocupó la ciudad a principios de 1976. Parte de la población civil que suscribió las ideas del Frente Polisario se desplazó hacia Argelia para escapar de las represalias marroquíes . En su persecución a civiles y militares en su marcha hacia la base de Frente Polisario en el sudoeste de Argelia, las fuerzas aéreas marroquíes utilizaron napalm, fósforo blanco y bombas de fragmentación de manera indiscriminada.
El Aaiún es el nombre dado a una de las poblaciones de Campos de Refugiados de la provincia de Tinduf de la RASD. Dentro del complejo estatus del Sahara Occidental la ciudad ha sido reconocida como la capital de la República Árabe Saharaui Democrática por 82 estados.

El censo de 2004 registró una población de 183 691 habitantes, la de mayor población de todo el Sahara Occidental. Su crecimiento se debe en buena medida a la movilización militar y la política de asentamientos, que el gobierno de Marruecos ha practicado desde la anexión de este territorio del Sahara.[cita requerida]

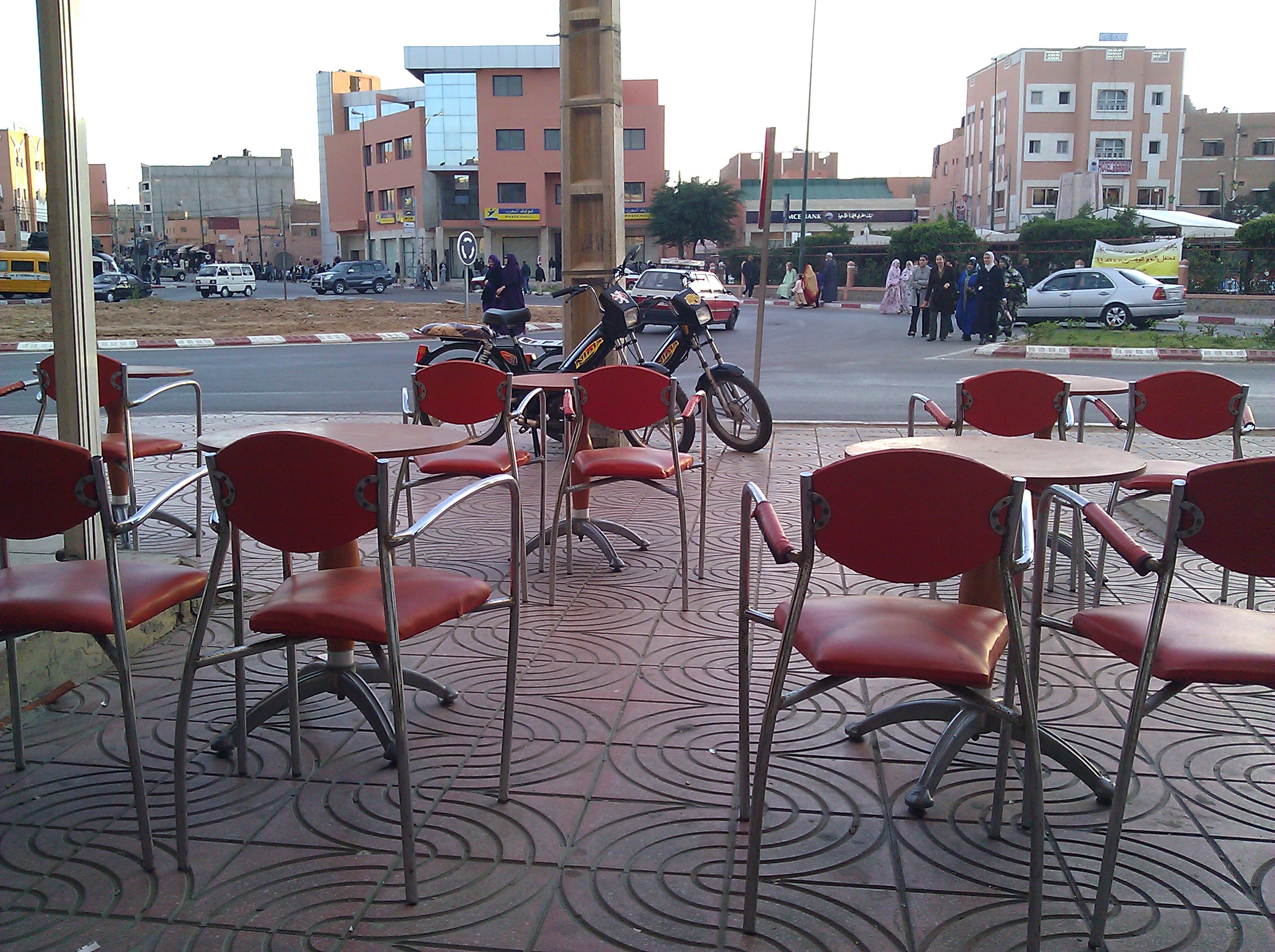
Centro de la ciudad

En 2005, la ciudad fue escenario de protestas promovidas por el Frente Polisario en contra de la ocupación marroquí. Estas protestas también se produjeron en otros núcleos urbanos del Sahara Occidental, así como en algunos centros universitarios de todo Marruecos.

## Demografía

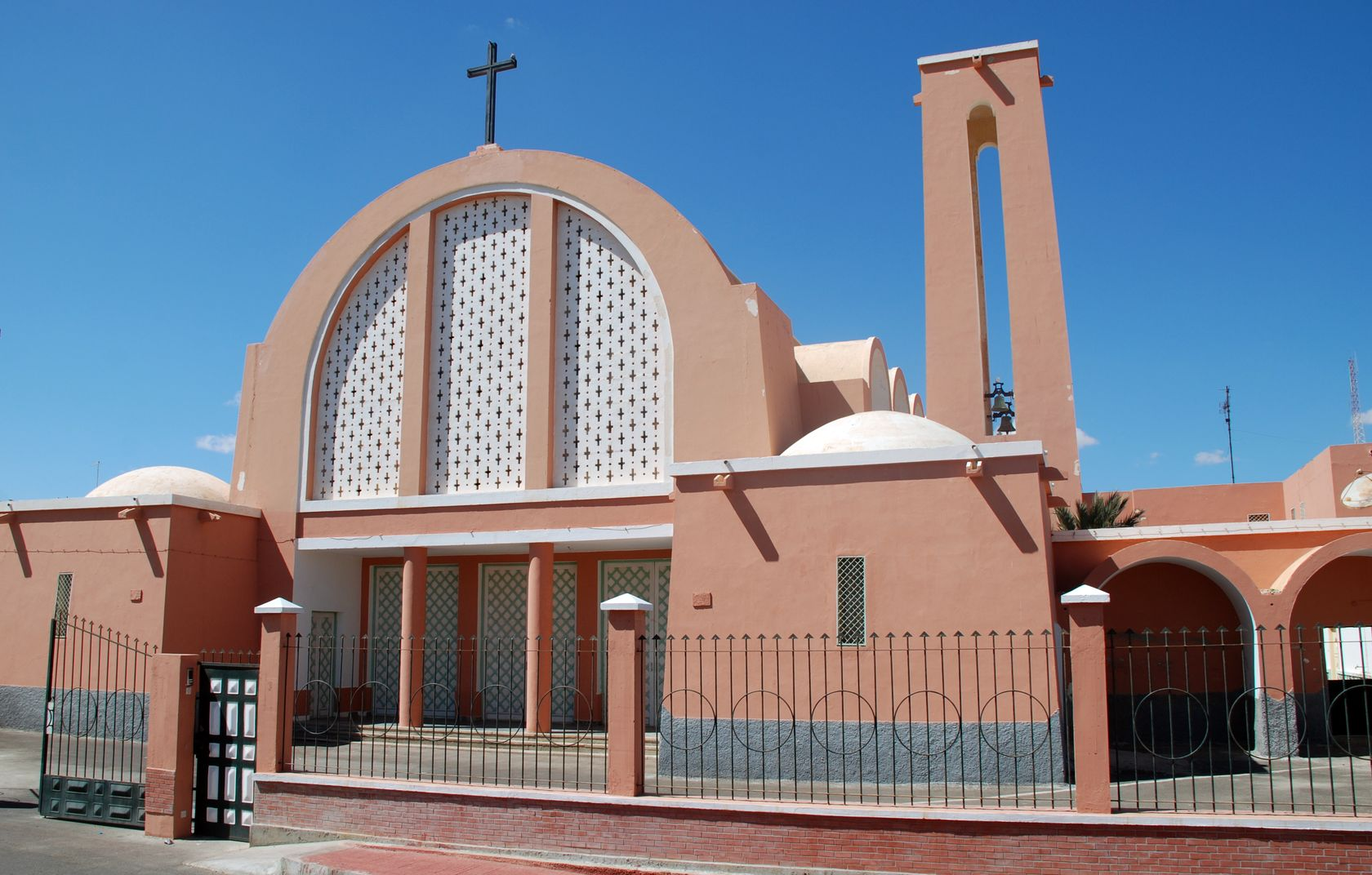
Catedral de San Francisco de Asís. La misa de los domingos se realiza en inglés.

La ciudad registró una población de 183 691 habitantes durante el último censo que fue realizado en 2004. Según estimaciones se calcula que en el 2009 posee una población de 194 668 habitantes por lo que se sitúa como la principal ciudad del Sahara Occidental.
| 93 875 | 136 950 | 169 000 | 183 691 | 188 084 | 194 668 | 217 732 |

## Economía

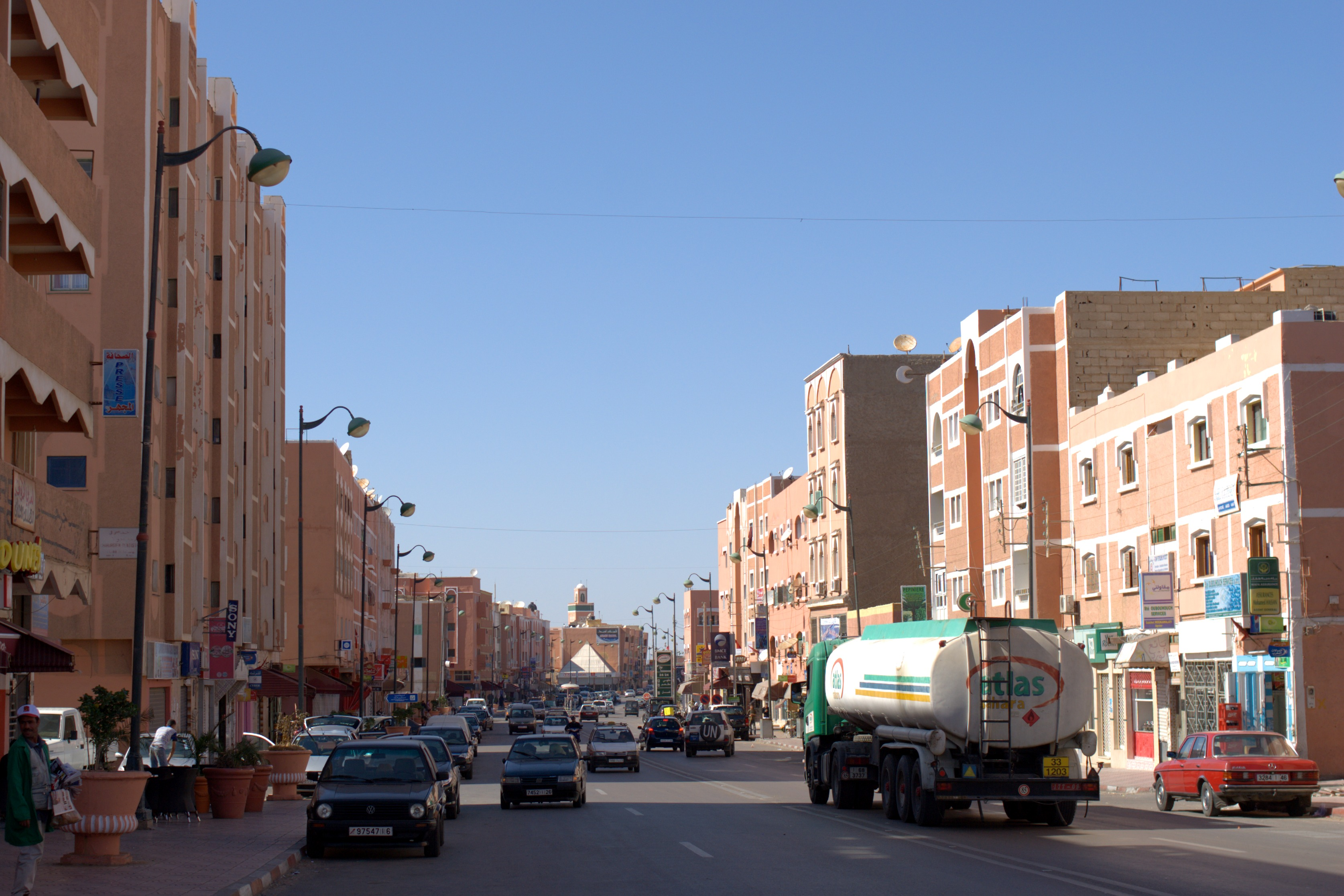
Avenida Meka de El Aaiún

Su economía se centra en la pesca y en torno a la industria minera en los magníficos yacimientos de fosfatos de Bucraa y su logística hasta su embarque desde El Marsa. En menor medida se encuentran la pesca y en el pastoreo nómada. La presencia del Ejército de Marruecos también contribuye a la economía de la población. Hay que señalar asimismo el comercio y el transporte por la limitación a la actividad agrícola en esta zona desértica. 
Debido a la inestabilidad ocasionada por la guerra y conflicto del Sahara Occidental los ingresos y estándares de vida se encuentran sustancialmente por debajo de los de Marruecos pero también se encuentran sustancialmente por encima de los del resto del Sahara Occidental. 

## Gobierno y política

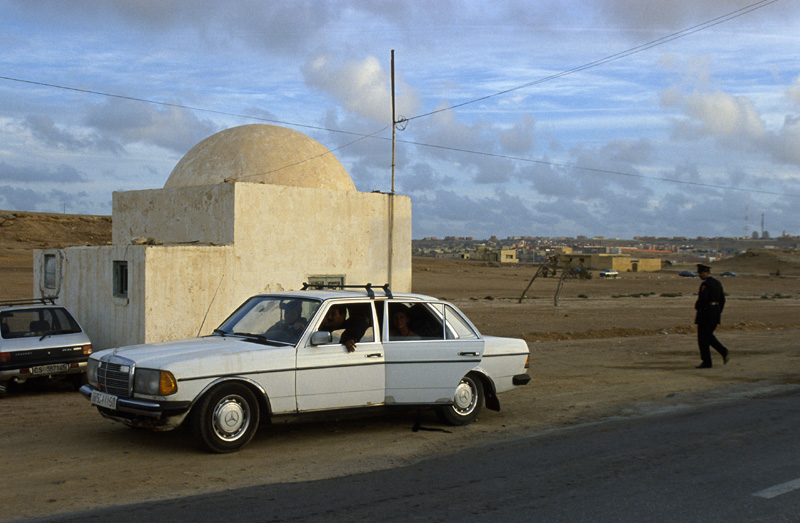
Puesto militar en El Aaiún.

El estatus legal del territorio y la cuestión de la soberanía están por resolver. Se encuentra en su gran mayoría bajo el control de Marruecos, pero el Frente Polisario, que constituyó en 1976 la República Árabe Saharaui Democrática, lo disputa. Desde entonces los dos bandos se han enfrentado militar y diplomáticamente en varias ocasiones y con diversos grados de intensidad. La ciudad cuenta con lo que podría ser considerado un alcalde que se encarga de tomar las decisiones importantes sobre lo que hay que hacer en cada momento. Este alcalde es renovado cada cuatro años. Anteriormente se menciona que podría ser considerado un alcalde porque es en realidad una figura al servicio del rey de Marruecos (Mohamed VI).

## Educación
Hay una escuela internacional española, Colegio La Paz, propiedad del Estado Español. Ocupa una propiedad de 17.000 metros cuadrados. En 2015, la Asociación de Madres, Padres y Profesores de Alumnos del Colegio Español La Paz (AMPA), solicitó el establecimiento de la educación secundaria para que sus hijos no tuvieran que ir a Las Palmas o Marruecos para continuar su educación. Diez años después la enseñanza secundaria se está impartiendo en el Colegio La Paz de El Aaiún.

## Transporte
Se encuentra en la N1 y N5. Además cuenta con otras carreteras a núcleos de población, que frecuentemente quedan cubiertas de arena. Existe servicio de transporte público y taxis. 
Cuenta, además, con el aeropuerto Hassan I, en sus cercanías que cuenta con diversos vuelos regulares tanto a España –principalmente Canarias– como a varias ciudades importantes de Marruecos.
En el apartado del transporte marítimo la ciudad cuenta con una carretera que la comunica con la línea de costa (a tan solo 28 km), con los pueblos costeros Feim L’wad y Marsa, popularmente conocido como L’Blaya (nombre de la playa, en español).

## Deporte
El fútbol es el deporte más popular. El principal club deportivo de la ciudad es el Jeunesse Sportive d'El Massira que milita en la Botola, primera categoría marroquí.

## Hermanamientos
- Sorrento (Italia) (18 de abril de 2009)[20]
- Hollywood (Florida) (Estados Unidos) (2023)[21]
- Distrito de Pueblo Libre, (Perú) (2023)[22]
- Metz (Francia) (2022)[23]